# Abdullah Halis Dornbrach
Abdullah Halis Dornbrach (* 5. Mai 1945 in Berlin-Charlottenburg) ist ein deutscher Sufi-Scheich des Mevlevi-Sufiordens und traditioneller islamischer Gelehrter.

## Leben
Dornbrach konvertierte im Februar 1965 zum Islam. Er hat Lehrbefugnisse (Idschza) der Sufiorden Naqschibendiyyaî, Rifaiiyya, Dscherrahiyya und Qaderiyya. Er unterhält in Trebbus, einem Ortsteil der Stadt Doberlug-Kirchhain im Landkreis Elbe-Elster im Land Brandenburg, eine traditionelle Tekke.
Die Erzählung A'mâk-ı Hayâl (Die Tiefe der Visionen) des osmanischen Autors Ahmed Hilmi (1865–1914), die um den Begriff Wahdat al-wudschūd aus der islamischen Mystik kreist, wurde von ihm ins Deutsche übertragen.

## Publikationen (Auswahl)
- Die Visionen des Aynali Baba von Ahmet Hilmi. Spohr Publishers, 1995, ISBN 9963-40-007-8.[3]
- Meer der Lichter des Herzens – Mektubat-i Geylani. Institut für Islamstudien, 2003, DNB 1025030214.
- Über die Grundlagen des Weges und die Arbeiten und Aufgaben sowie das Verhalten der Derwische. Devran, Berlin 1987, OCLC 58401110.
- 40 Tage – 40 Geschichten. Inst. für Islamstudien, Sufi-Archiv, Trebbus 2003, ISBN 3-931494-48-9.
- Das Buch der Glückseligkeit. Nāṣir H̱usrau. BuS, Trebbus 2010, ISBN 978-3-931494-56-8.
- Unterweisungen des Abdulqadir al-Geylani. Deutsch von A.H. Dornbrach, vorgelesen von L. Harder. BuS, Trebbus 2010, ISBN 978-3-931494-58-2. (Hörbuch 2 CDs)